# INTA ALO
El INTA ALO (Avión Ligero de Observación) es un sistema ligero de UAVs que forma parte del Programa Español de Aviones no Tripulados y proporciona información en tiempo real en misiones de reconocimiento, vigilancia y adquisición de blancos. El sistema ALO se compone tres aviones equipados con sensores visibles o infrarrojos, una unidad de control móvil, y el sistema de lanzamiento en la configuración sin tren de aterrizaje.
Actualmente el INTA está buscando socios para su comercialización.

## Diseño y desarrollo

### Vehículo aéreo
Cada uno de los tres vehículos aéreos del ALO se compone de los siguientes subsistemas: célula, propulsión, Guiado, Navegación y Control (GNC), unidades de telemetría y telecomando y carga útil. La célula está fabricada en fibra de carbono. Tiene un diseño modular (fuselaje, ala y cola) que permite un montaje/desmontaje en menos de treinta minutos y un transporte cómodo por un máximo de dos personas. Para la propulsión del vehículo aéreo, este puede estar dotado de diversos motores de dos tiempos con hélice frontal, de 9 a 15 hp de potencia.
El subsistema de Guiado, Navegación y Control está equipado con sistema GPS y piloto automático, aunque también permite el vuelo en distintos modos de operación o modo manual. La transmisión de imágenes y datos a la estación de control se realiza en tiempo real a través de la unidad de telemetría. Las instrucciones que reciben el vehículo y la carga útil desde la estación de control, se emiten en banda UHF en dos frecuencias diferentes.

### Unidad de control móvil
La unidad de control está integrada en un camión ligero todo terreno, que a su vez sirve para el transporte del sistema completo, disponiendo de compartimentos con acceso desde el exterior para el lanzador, alas y fuselajes, así como repuestos y equipos de apoyo para operación y mantenimiento.
Consta de dos puestos de control dedicados al vehículo aéreo y a la carga útil. Desde el primero se realiza la planificación y el control de la misión, así como el análisis y procesado de la misma, una vez concluida. El puesto de control de la carga útil se encarga de la presentación de las imágenes recibidas, el control de los sensores (orientación, zum, enfoque) y del registro de las imágenes obtenidas.

### Modo de operación
En modo autónomo, el vehículo aéreo sigue la trayectoria establecida en la misión, siguiendo una serie de puntos de paso (waypoints) predefinidos, utilizando datos adquiridos por GPS.
En modo manual, el piloto controla el vehículo aéreo directamente, realizándose un filtrado previo de las órdenes enviadas por el piloto automático.
La configuración del sistema de observación depende del tipo de misión a realizar. El sistema permite la dotación de una cámara de televisión fija de alta resolución, una cámara montada en plataforma con posibilidad de movimiento rotatorio en tres dimensiones y elevación, o un sensor infrarrojo (mini-FLIR) para observación nocturna.

### Lanzamiento y recuperación
En configuración rampa de lanzamiento, el vehículo aéreo se lanza mediante una catapulta de 6 metros de longitud que se pliega para su transporte. Su recuperación se realiza mediante un paracaídas cruciforme alojado en el fuselaje que garantiza un descenso estable, sin oscilaciones y a baja velocidad o usando su tren de aterrizaje en dicha configuración.

## Operadores
España
- Ejército de Tierra

## Especificaciones
Referencia datos: INTA

### Características generales
- Tripulación: 0
- Carga: 6-10 kg
- Longitud: 1,75-2,30 m
- Envergadura: 3,03-3,48 m
- Peso máximo al despegue: 25-45 kg
- Planta motriz: 1× motor de dos tiempos .
  - Potencia: 9-15 hp

### Rendimiento
- Velocidad máxima operativa (Vno): 50-200 km/h
- Alcance: 2-3 h
- Radio de acción: 20-50 km

## Aeronaves relacionadas

### Desarrollos relacionados
- INTA SIVA
- INTA ALBA
- INTA Milano

### Aeronaves similares
- Luna X 2000
- EADS ATLANTE
- SAGEM Sperwer
- Yakovlev Pchela